# جوزيف أ. ديكسون
جوزيف أ. ديكسون هو سياسي أمريكي، ولد في 3 يونيو 1879 في سينسيناتي في الولايات المتحدة، وتوفي بنفس المكان في 4 يوليو 1942. نشط حزبياً في الحزب الديمقراطي. وقد انتخب عضو مجلس النواب الأمريكي ‏.